# Aleuroclava ficicola
Aleuroclava ficicola es un hemíptero de la familia Aleyrodidae, con una subfamilia: Aleyrodinae. Fue descrita científicamente en 1932 por Takahashi.